# Alfred Harold Wood
Alfred Harold Wood OBE (* 4. Mai 1896 in Geelong, Victoria; † 27. August 1989 in Melbourne) war ein australischer christlicher Geistlicher, Pädagoge, Schriftsteller, Hymnologe und Verfechter der Kirchenunion des 20. Jahrhunderts.

## Leben

### Jugend
A. Harold Wood wurde in Geelong, Victoria geboren. Er war der Sohn von Alfred Wood (1867–1941) und Janet (geb. Wemyss; 1866–1959). Beide waren Offiziere der Salvation Army.
Er erhielt seine Ausbildung in Sydney und begann zunächst als Barrister (Rechtsanwalt) in Victoria.

### Karriere in Tonga
Er konvertierte zum Methodismus und wurde 1924 zum Minister (Pastor) ordiniert. Zusammen mit seiner Braut, der Doktorin Olive (geb. O’Reilly) übernahm er einen missionarischen Auftrag im Königreich Tonga, wo er als Haloti ‘Uti (Harold Wood) und seine Frau als ‘Olife bekannt war. In den 13 Jahren, in denen sie in dem pazifischen Inselstaat wirkten, entwickelten sie eine besondere Sympathie für die Menschen des Landes.
Schon früh unterstützte Wood Queen Salote mit Rechtsberatung in ihrer Aufgabe zwei methodistische Gruppierungen zu versöhnen und erwarb sich Anerkennung und Respekt der königlichen Familie und anderer.
Wood wurde zum Direktor des Jungeninternats Tupou College der Free Wesleyan University ernannt. Unter seiner Leitung zog die Schule von Nukuʻalofa nach Nafualu, wo sie von 30 auf fast 400 Schüler anwuchs und zur größten Schule des Landes wurde. Auf Woods Drängen hin vergab die tongaische Regierung Stipendien, damit die Schüler ihre Ausbildung in Australien fortsetzen oder ein Medizinstudium auf den Fidschi-Inseln absolvieren konnten.
Wood lernte fließend die tongaische Sprache und schrieb (englischsprachige) Bücher über die Geschichte und Geographie Tongas, die zum Zeitpunkt seines Todes noch als Schulbücher für weiterführende Schulen verwendet wurden.
Wood war auch für die Ausbildung von Kandidaten für den kirchlichen Dienst in Tonga verantwortlich.

### Karriere in Melbourne
Nach seiner Rückkehr nach Australien im Jahr 1937 wurde Wood von 1939 bis zu seiner Pensionierung im Jahr 1966 Rektor des Methodist Ladies’ College (MLC) in Kew, Victoria.
Von 1966 bis 1977 diente er als Gemeindepfarrer in der Deepdene Methodist Church (heute Uniting Church) in der Nungerner Street in Deepdene, Melbourne, die auf seine Veranlassung hin in St. Paul’s umbenannt wurde.
Wood promovierte 1947 in Theologie mit einer Dissertation über Kirchenunion (veröffentlicht unter dem Titel „Unity Without Uniformity“). Von 1952 bis 1953 war er Präsident der Methodistenkirche von Victoria und Tasmanien und von 1957 bis 1960 Generalpräsident der Methodistenkirche von Australasien (zugleich Rektor der MLC). Als leidenschaftlicher Verfechter der Kirchenunion erlebte er 1977 die Gründung der Uniting Church in Australien.
Wood war ein renommierter Redner und hielt an den meisten Sonntagen mindestens zwei Predigten. Seine Predigten wurden häufig in der Presse aufgenommen. Er war Stammgast am Speakers’ Corner am Yarra River und Hauptredner auf der ersten National Christian Youth Convention 1955.
Als entschiedener Gegner von Atomwaffen, des Vietnamkriegs und der White Australia Policy stand er von 1954 bis 1972 unter Beobachtung des Geheimdienstes Australian Security Intelligence Organisation (ASIO).
Wood war auch ein versierter Pianist, Vorsitzender des ökumenischen Komitees zur Herausgabe des ökumenischen australischen Gesangbuchs (auch: With One Voice bekannt), welches 1977 veröffentlicht wurde.

## Persönliches
Wood war seit 1924 mit der Ärztin Olive K. O’Reilly von der Nordküste verheiratet. Sie hatten sechs Kinder, die alle in Tonga geboren wurden. Unter anderem waren dies: Elizabeth Wood-Ellem, Pazifik-Historikerin und Verfasserin der Biographie von Queen Salote,; die Schauspielerin Monica Maughan und der Geistliche und Hymnologe Reverend Harold D’Arcy Wood, der Präsident der National Assembly of the Uniting Church von 1991 bis 1994 war.
Nach Olives Tod 1976 heiratete er Dora Walker (1920–2014).
Wood starb 1989 in Melbourne im Alter von 93 Jahren.

## Ehrungen
Die hauptsächlich aus Tongaern bestehende Gemeinde in Auburn, New South Wales, benannte ihre Kirche nach ihm: Harold Wood Auburn Uniting Church.
Er wurde mit dem Order of the British Empire (OBE) ausgezeichnet.

## Biographie
Eine umfassende 272 Seiten lange Biographie von Ian Breward, Dr Harold Wood: A Notable Methodist, wurde von der Uniting Academic Press in Melbourne 2013 herausgegeben.

## Werke
- History and Geography of Tonga. Auckland 1943.
- Church Unity Without Uniformity: A Study of Seventeenth-Century English Church Movements and of Richard Baxter’s Proposals for a Comprehensive Church. The Epworth Press, London 1963.
- Overseas Missions of the Australian Methodist Church. Volume One: Tonga and Samoa. Aldersgate Press, Melbourne 1975.
- Overseas Missions of the Australian Methodist Church. Volume Two: Fiji. Aldersgate Press, Melbourne 1978.
- Overseas Missions of the Australian Methodist Church. Volume Three: Fiji-Indian and Rotuma. Aldersgate Press, Melbourne 1978.
- Overseas Missions of the Australian Methodist Church. Volume Four: North India (Lucknow-Banaras District). Aldersgate Press, Melbourne 1980.
- mit Margaret Reeson: Overseas Missions of the Australian Methodist Church Volume Five.: Papua New Guinea Highlands: A Bridge is Built: A Story of the United Church in the Highlands of Papua New Guinea. Uniting Church Commission for Mission, Sydney 1987.